# Августин Славинський
Августин Славинський ЧСВВ (прізвище також Славінський, хресне ім'я Антоній, пол. Augustyn Antoni Sławiński; 1746, Козин — 12 листопада 1812, Крехів) — церковний діяч, ієромонах-василіянин, педагог, проповідник.

## Життєпис
Народився 1746 року на Волині в містечку Козин у сім'ї Андрія Славинського і його дружини Катерини. Закінчив два курси філософських студій. 15 серпня 1769 року вступив до Василіянського Чину на новіціат у Почаївський монастир, де через рік 15 серпня 1770 року склав вічні обіти. Призначений на богословські студії до Віленського алюмнату (прийнятий на навчання 2 жовтня 1770, завершив студії 26 січня 1774 року). 23 листопада 1770 року у Віленському університеті здобув ступінь магістра філософії і вільних наук, а 24 січня 1774 року здобув ліценціят з богослов'я. Висвячений на священника 30 червня 1774 року. Призначений професором риторики у Білостоці. Через два роки переїхав до Луцька, де був коррепетитором філософії і проповідником, а із 1777 року — професором. Правдоподібно у 1778 році здобув ступінь доктора філософії. У липні 1779 року головував під час диспуту над докторською працею з філософії й метафізики Франциска Серафина Єло-Малинського, підчашого волинського. Того ж 1779 року прибув до Замостя для викладання філософії і математики. У липні 1780 року брав участь у захисті дисертації з філософії, логіки й метафізики василіянина Арсенія Радкевича, 8 липня 1781 року — у публічній дискусії над тезами з філософії фізики, які представив його асистент Мелетій Гриневецький ЧСВВ.
У 1782 році видав у друкарні Замойської академії книгу «Institutiones arithmeticae», призначену перш за все для студентів Академії. Взорувався на праці німецьких і французьких матемітиків. Працю присвятив Францу де Траубенталю Кучері, губерніальному радникові Королівства Галичини та Володимирії, а зі змісту присвяти виходить, що Славинський на той час викладав математику в Замойській академії для греко-католицької студентської молоді. Кошти друку (100 зл.п.) покрили замойські василіяни.
Із Замостя переїхав до Дрогобича, де став професором філософії в нижчих класах монастирської школи та професором риторики в гімназії. У 1784 році — префект і катехит головної нормальної школи у Дрогобичі. У 1786 році призначений директором монастирської школи в Бучачі та професором у гімназії. На початку 1800-х років був директором, катехитом і префектом школи в Дрогобичі. 22 листопада 1810 року — резидент у Крехівському монастирі.
Помер 12 листопада 1812 року в Крехові.

## Твори
- «Institutiones Arithmeticae Ab Augustino Sławiński Hieromonacho Basiliano AA. LL. et Philosophiae Doctore, Eiusdemque Atque Matheseos In Monasterio Zamoscensi Actuali Professore. Methodô quoad fieri potuit facillimâ: Elucubratae Usibusque Scholasticae Juventutis Accomodatae. Annô Domini MDCCLXXXII. Cum Superiorum Permissu», Zamoscii Typis Academicis (1782)[8]
- У рукописі зберігся збірник проповідей о. Августина Славинського.[9] Проповіді були записані і виголошені упродовж 1769—1778 років, коли Славинський навчався у Вільні, а потім був учителем у монастирі у Білостоці. Декілька гомілій були виголошені в Почаєві і Загорові та римо-католицьких храмах (між іншим у церквах домініканців, кармелітів і театинців у Луцьку). Збірник містить 45 проповідей і промов, записаних польською і латинською мовами, одначе не всі вони авторства Славинського. Дві з вітальних промов підписані його учнями Якинтом Громачевським і Климентієм Весоловським.[10]

## Зауваги
1. ↑  Maria Pidłypczak-Majerowicz. Sławiński Augustyn // Polski Słownik Biograficzny. — Warszawa-Kraków, 1998. — T. 38. — S. 606—607 — авторка, опираючись на Wołyniak. Bazylianie we Włodzimierzu i Truhórach. — Kraków 1912. — S. 32, сплутала василіянина Августина Славинського з Галицької провінції із василіянином Адріяном Славинським з Руської (Польської) провінції, який на початку 1800-х років працював у Каневі і Володимирі-Волинському.
2. ↑  Можливо це теперішнє село Козин Радивилівського району Рівненської області, яке колись було приватним містечком.